# Stadio Pasquale Novi
Lo stadio Pasquale Novi è una struttura sportiva di Angri in provincia di Salerno, conta 4000 posti a sedere.

## Struttura
Dispone di una Tribuna coperta con capienza di 4000 persone. Al di sotto della tribuna centrale si trovano gli spogliatoi.

## Storia
Lo stadio, inaugurato negli anni '70, è dedicato al cittadino angrese Pasquale Novi, perito in guerra. Ed è ubicato nell'omonimo piazzale.
Lo Stadio principalmente in terra battuta era ubicato in questo modo: Una tribunetta di cemento armato, un settore distinti e una tribuna di ferro riservata agli ospiti, infine gli spogliatoi erano collocati al retro della porta e divideva il settore distinti e il settore ospiti. Con gli anni il Pasquale Novi ha avuto varie manutenzioni ma nel 2001 l’amministrazione comunale guidata da Umberto Postiglione da un nuovo volto allo Stadio rifacendolo da cima a fondo per ospitare al meglio la nuova Serie D. Venne innalzata una nuova tribuna coperta di cemento armato con una capienza che va da 4000-5000 persone, venne ristrutturato e ampliato il settore distinti per far sì che una metà venisse utilizzata per gli ospiti e al centro dei distinti una nuova sala stampa, il rettangolo di gioco si colora per la tua prima volta di verde con l’installazione di zolle in erba naturale e infine al vertice della bandierina un sottopassaggio che porta agli spogliatoi collocati al di sotto della tribuna centrale. Uno Stadio all’avanguardia dove l’amministrazione comunale Angrese ha messo a disposizione lo stadio Novi anche a squadre del calibro della Juve Stabia, Cavese e Turris per svolgere gli allenamenti e per disputare le partite interne di campionato nel mentre i loro stadi erano occupati per altri tipi di esigenze.
Inizialmente dotato di un campo da gioco in erba naturale, dal 2012, in concomitanza col fallimento dell'Angri, visse un periodi di incuria ed abbandono. Nel 2018 l'amministrazione comunale rimise a nuovo la struttura, dotandola di un terreno di gioco in erba sintetica.
Ospita le gare casalinghe dell'Angri e della seconda realtà cittadina, l'Angri City. Successivamente il Novi per breve periodo ha ospitato le gare interne della Nocerina e dell'Alfaterna, squadre della vicina Nocera Inferiore.
Lo stesso club rossonero usa la struttura doriana come centro di allenamento e, talvolta, per disputare alcune gare di campionato se il San Francesco non è disponibile o agibile.

## Galleria d'Immagini

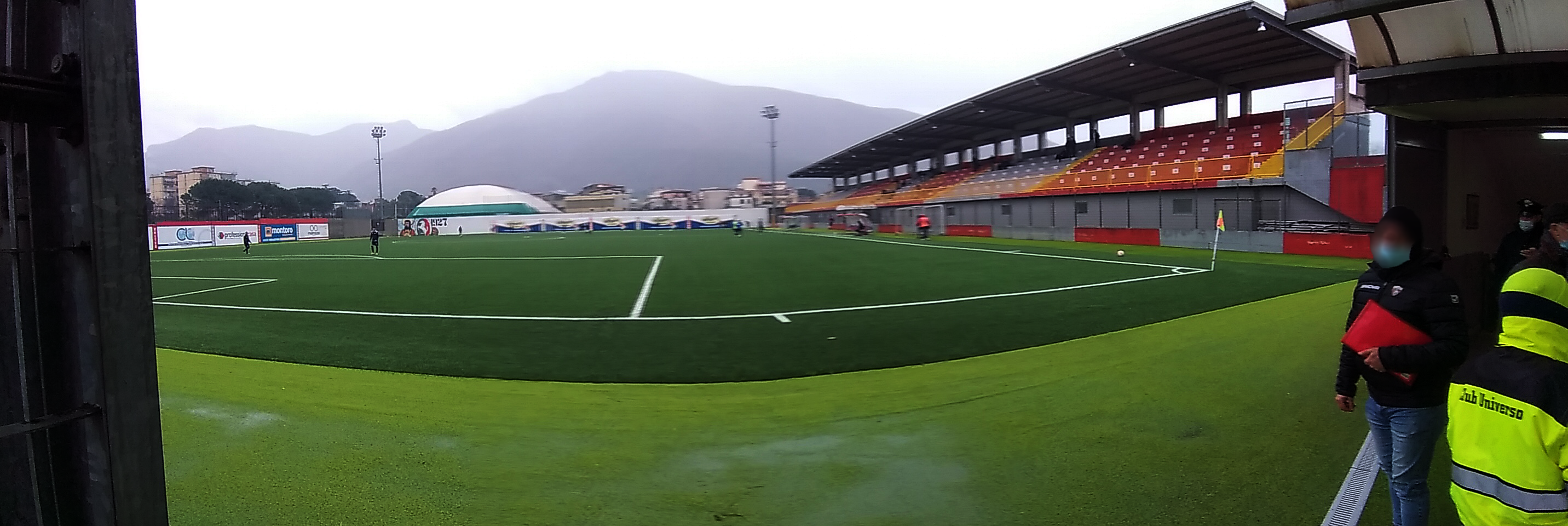
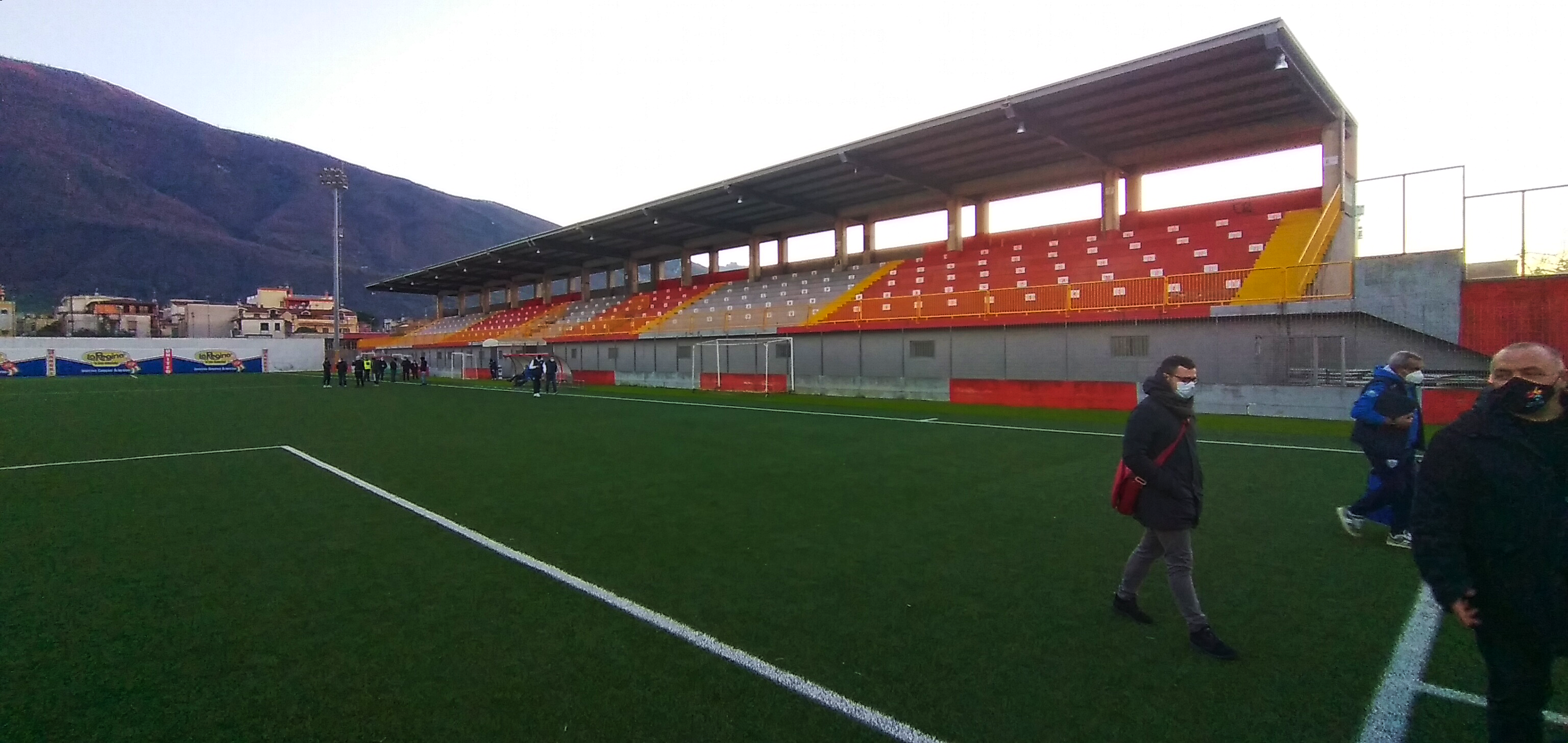
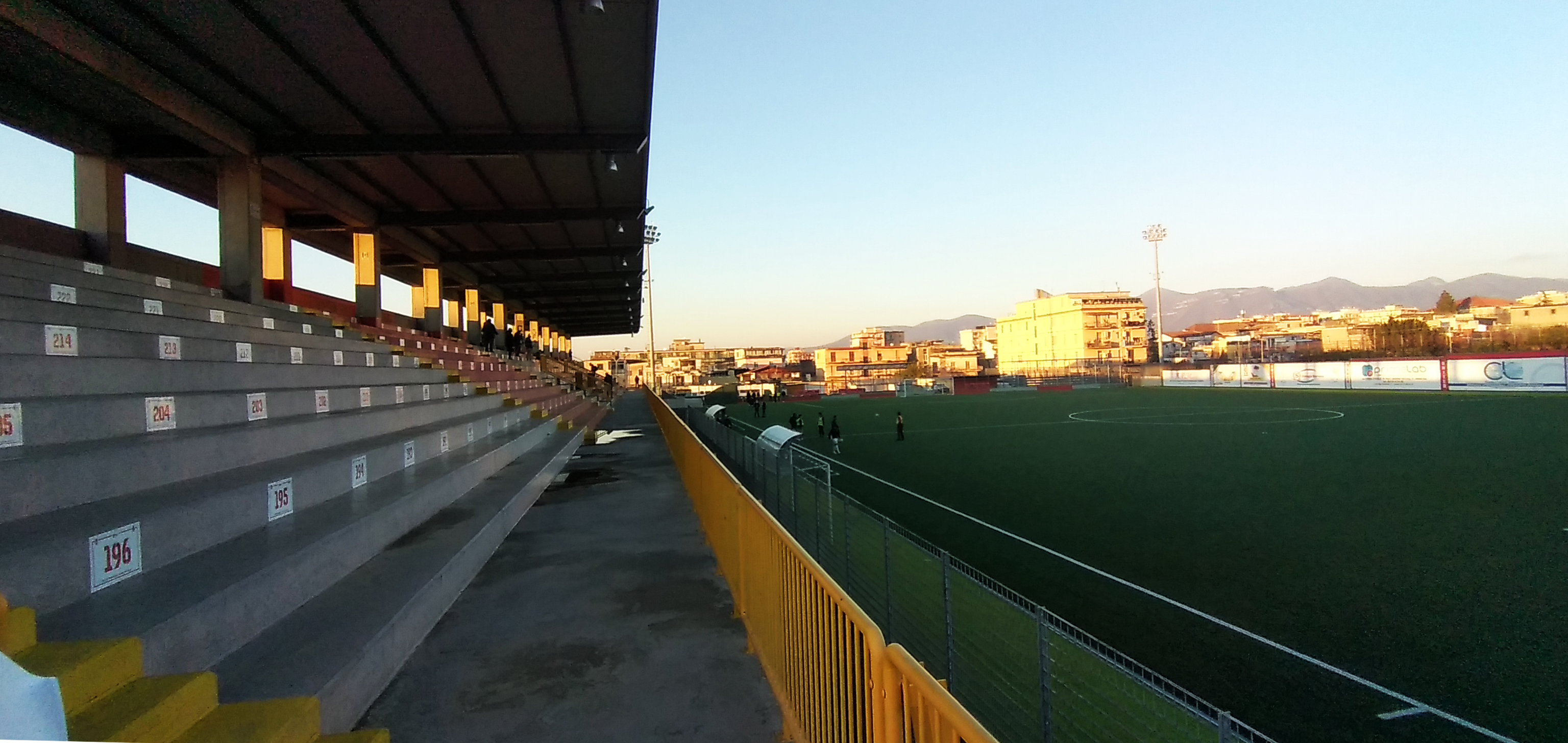
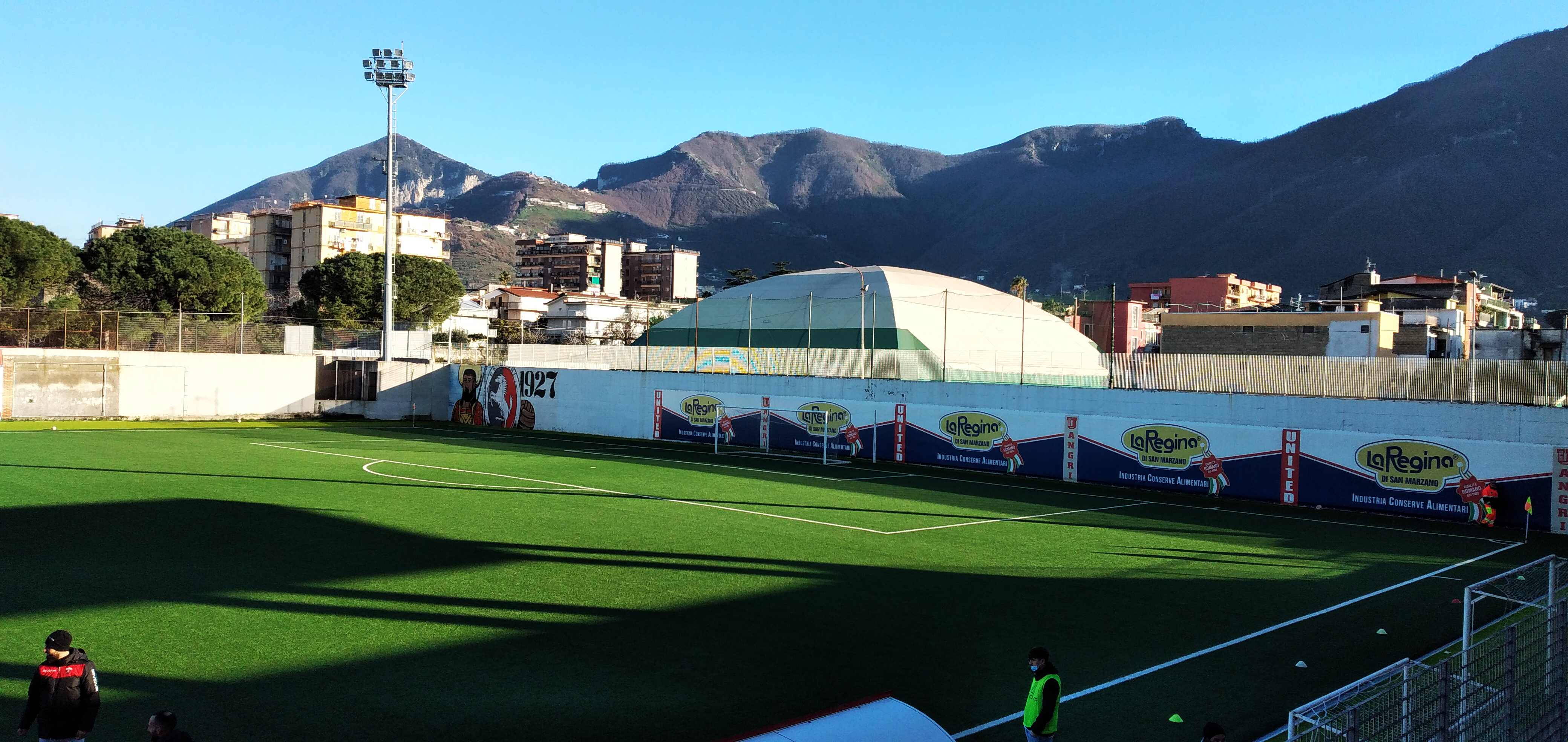